# پرئوکس، اندر
پرئوکس، اندر (به فرانسوی: Préaux) یک کمون (فرانسه) یک کمون در فرانسه است که در اندر واقع شده‌است. پرئوکس ۳۲٫۵۴ کیلومتر مربع مساحت و ۱۶۳ نفر جمعیت دارد و ۱۴۶ متر بالاتر از سطح دریا واقع شده‌است.